# Karboránsav

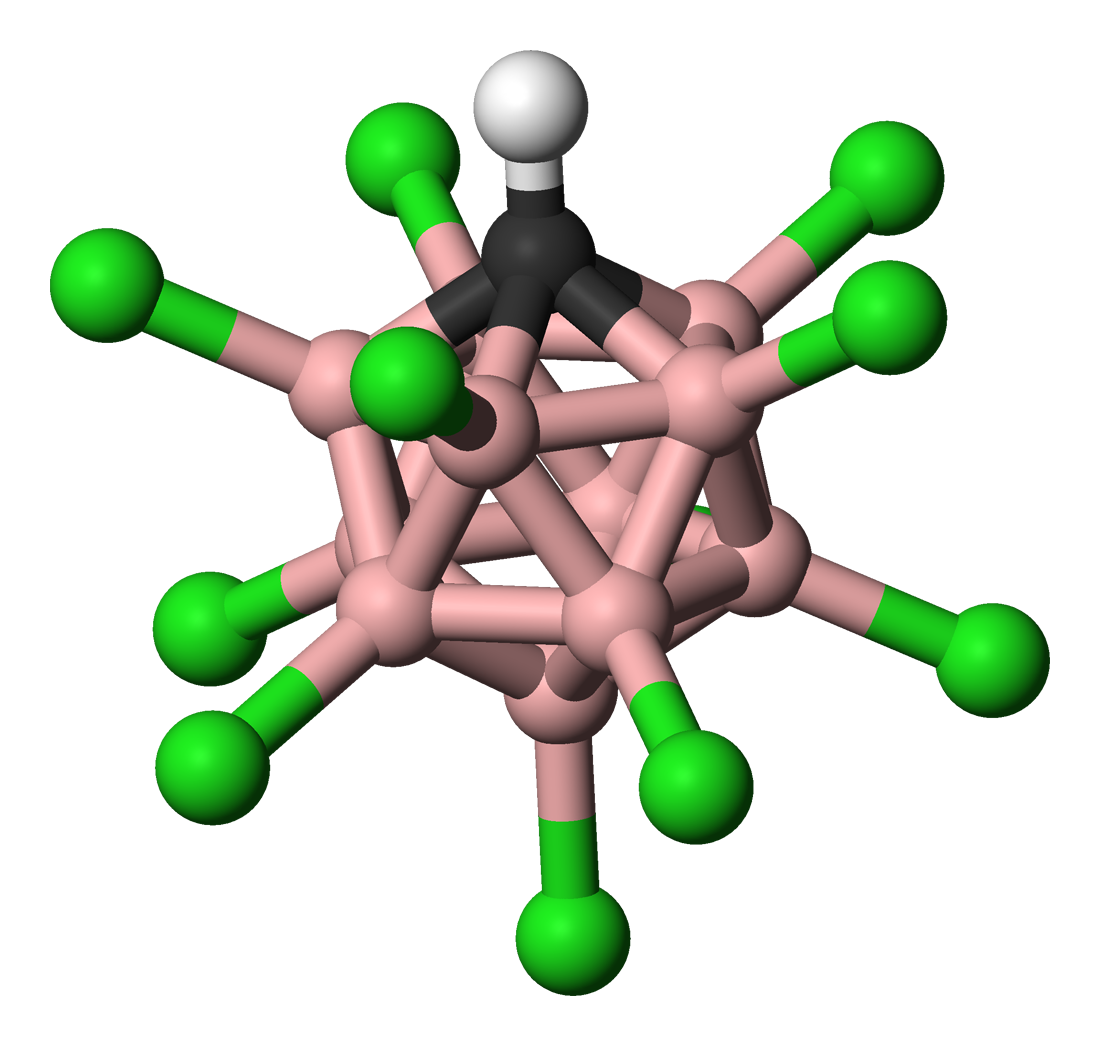
A karboránsav pálcikamodellje
Színek:
hidrogén − fehér,
klór − zöld,
bór − rózsaszín,
szén − fekete

A karboránsav (képlete H(CB11Cl11)) egy szupersav, egymilliószor erősebb a kénsavnál. Ennek a nagymértékű savasságnak az az oka, hogy a karboránsav savmaradéka, a karborán anion (CB11Cl−11) nagyon stabil és sok benne az elektronegatív szubsztituens (a klóratomok). A karboránsav az egyetlen ismert sav, amely képes protonálni a C60-fulleréneket anélkül, hogy azok lebomlanának. Emellett ez az egyetlen eddig ismert anyag, amely képes stabil anion kialakítására, ami elkülöníthető sót képez az általa protonált benzollal együtt (C6H+7). A koordinációs kémiában a karboránokat a ligandumok egyedi terjedelmes állványzataként lehet használni. Utóbbi időkben mutatták ki, hogy az azonos karboranil molekularészek erős elektronelvonó és elektronátadó szubsztituensként is működhetnek.

## Fordítás
- Ez a szócikk részben vagy egészben  a   Carborane acid című angol Wikipédia-szócikk fordításán alapul.  Az eredeti cikk szerkesztőit annak laptörténete sorolja fel. Ez a jelzés csupán a megfogalmazás eredetét és a szerzői jogokat jelzi, nem szolgál a cikkben szereplő információk forrásmegjelöléseként.